# Bombylius similis
Bombylius similis är en tvåvingeart som först beskrevs av Modeer 1786.  Bombylius similis ingår i släktet Bombylius och familjen svävflugor. Inga underarter finns listade i Catalogue of Life.